# Поммак
Поммак (швед. Pommac) — торгова марка газованого безалкогольного напою, виробленого компанією Carlsberg Sverige AB з фруктів та ягід, яку витримують в дубових бочках протягом 3 місяців. Назва походить від «Pommery», що відноситься до Шампані та Коньяка, оскільки воно визріває в дубових бочках, як вино. Іншою версією іменування є французьке слово pomace, яке означає вичавки.
Рецепт зберігається в секреті.
У 1919 році, після того, як всі його зусилля, спрямовані на збереження свого пивоварного заводу, Андерс Ліндал переїхав до Стокгольма, як невдалого бізнесмена, і заснував Fructus Fabriker та почав робити Pommac. Напій був зроблений для вищого класу як алкогольний замінник вина.
Dr Pepper поширював його в США як дієтичний напій з 1963 по 1969 рр. у пляшках шість з половиною та десять унцій. Знадобилося кілька днів, щоб люди звикли до смаку, так що продажі були повільними. Коли продажі залишилися на колишньому рівні після шести років, а підсолоджувач цикламат натрію був заборонений, Dr Pepper припинив продажі. В оригінальному напої завжди використовувався цукор як підсолоджувач.
Поммак також слугує альтернативою безалкогольному шампанському.
Наприкінці 2004 р. Carlsberg в Данії оголосив, що збирається припинити виробництво Pommac з фінансових причин. Проте після надмірного попиту від громадськості (включаючи клопотання, що склало понад 50 000 підписів), компанія вирішила продовжувати виробництво поммак.